# Halloween Junky Orchestra
Halloween Junky Orchestra (graphié en capitales : HALLOWEEN JUNKY ORCHESTRA), est un supergroupe japonais de rock.

## Historique
Le groupe est formé à titre temporaire en octobre 2012, à l'occasion de la fête d'Halloween, par les deux membres du groupe VAMPS, le chanteur Hyde et le guitariste K.A.Z, entourés de onze musiciens et chanteurs (des deux sexes) reconnus de la scène rock japonaise (dont Tomoko Kawase dans son double rôle des jumelles Tommy february6 et Tommy heavenly6), portant pour l'occasion des costumes et maquillages inspirés de l'imagerie d'Halloween et de la scène gothique / visual kei,.
Le groupe sort un single en octobre 2012, Halloween Party, qui atteint la 3e place du classement des ventes de l'Oricon et reste classé dix semaines. Il se produit lors de la série de concerts d'Halloween que donne VAMPS et leurs invités le même mois, Haloween Party 2012.
Hyde et K.A.Z reforment temporairement le groupe en octobre 2013 lors de l'édition suivante, Haloween Party 2013, mais avec une formation changeant chaque jour, ne reprenant pas tous les membres de l'édition 2012. Lors de cette édition se produit également une formation temporaire du même genre nommée Acid Black Halloween, menée par le chanteur yasu (alias Acid Black Cherry).

## Discographie
- 17 octobre 2012 : HALLOWEEN PARTY (single CD+DVD)

## Membres
Line-up 2012
- Hyde (de Vamps, L'Arc-en-Ciel) : chant
- Acid Black Cherry (alias yasu) : chant
- Daigo (de Breakerz) : chant
- Tommy february6[6] : chant
- Tommy heavenly6 : chant
- Anna Tsuchiya : chant
- Kanon Wakeshima (分島花音?) : chant
- Kyo (de D'erlanger) : chant
- Ryūji Aoki : chant
- Tatsurou (de Mucc) : chant
- Rina (de Scandal) : batterie
- K.A.Z (de Vamps) : guitare
- Hitsugi (ja) (de Nightmare) : guitare
- Aki (明希?) (SID) : basse

Line-up 2013
- Vamps (Hyde et K.A.Z)
- Daigo
- Aki (明希?) (de SID)
- Anis
- Kanon Wakeshima (分島花音?)
- kyo (de D'erlanger)
- yasu (alias Acid Black Cherry)
- MUCC
- Rolly
- Ryūji Aoki (青木隆治?)
- Hitsugi (柩?)(de Nightmare)
- Teru (de Glay)
- Takuro (de Glay)
- Shinya (de DIR EN GREY)
- Shinji (de SID)

Acid Black Halloween
- yasu (alias Acid Black Cherry)
- Shinya (de DIR EN GREY)
- HIRO (de Libraian / La'cryma Christi)
- Leda (ex.DELUHI)
- Ju-ken